# Püssi
Püssi (Estisch: Püssi linn) is een stad in de Estische gemeente Lüganuse, provincie Ida-Virumaa. Tot in 2013 was Püssi tevens een aparte gemeente. De gemeente telde 1083 inwoners (2011) en had een oppervlakte van 2,1 km². In 2013 is Püssi bij de gemeente Lüganuse gevoegd. Op 1 januari 2024 telde de stad 859 inwoners.

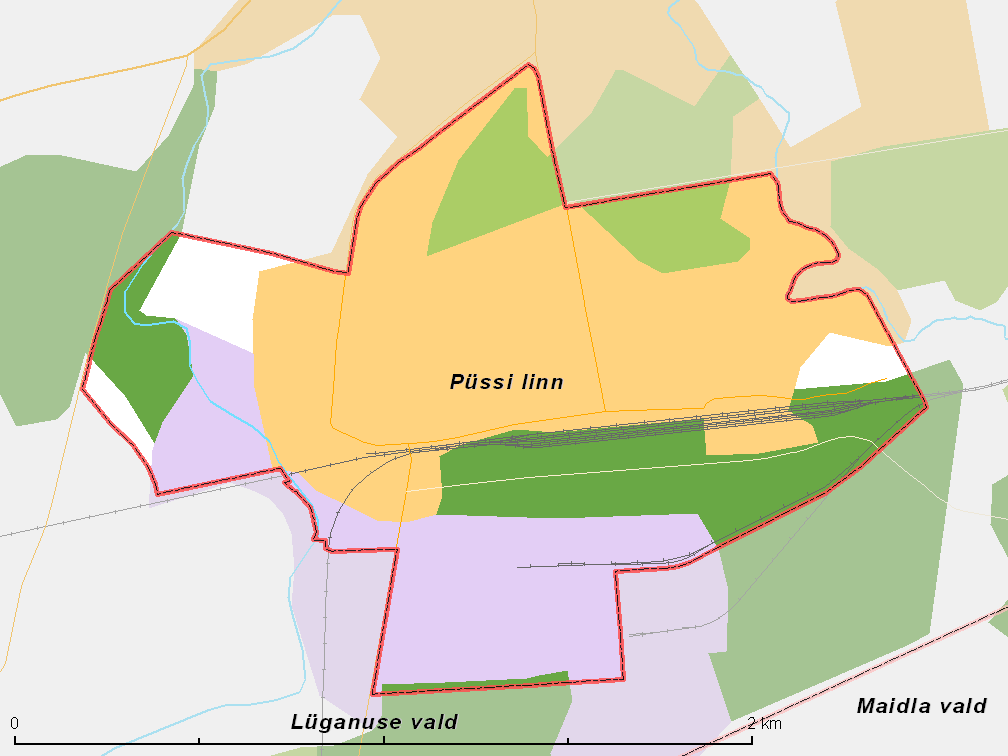
De vroegere gemeente met omliggende gemeenten

Püssi heeft een station aan de spoorlijn Tallinn - Narva.

## Geboren
- Carl Timoleon von Neff (1804-1877), schilder en kunstverzamelaar